# Джанго освобождённый
«Джанго освобождённый» (англ. Django Unchained) — художественный фильм 2012 года режиссёра Квентина Тарантино в жанре вестерн. Главные роли исполнили Джейми Фокс, Кристоф Вальц, Леонардо Ди Каприо, Керри Вашингтон и Сэмюэл Л. Джексон.
Картина, повлиявшая на Тарантино при создании «Джанго освобождённого», — итальянский спагетти-вестерн «Джанго». Заглавную роль там исполнил Франко Неро, который ненадолго появляется и у Тарантино. Мировая премьера состоялась 25 декабря 2012 года. Ещё до официальной премьеры некоторые критики, уже увидевшие новый проект Тарантино, включили его в собственные списки лучших фильмов года.
Фильм был удостоен множественных наград и номинаций, в том числе пяти номинаций на 85-й церемонии вручения премии «Оскар», включая категорию «Лучший фильм года». За роль доктора Кинга Шульца Вальц был удостоен премий «Оскар», «Золотой глобус» и BAFTA в категории «Лучшая мужская роль второго плана». За свой сценарий Тарантино также получил премии «Оскар», «Золотой глобус» и BAFTA в категории «Лучший оригинальный сценарий».

## Сюжет
Действие фильма начинается в 1858 году, за три года до начала Гражданской войны. Двое братьев-работорговцев гонят купленных ими на аукционе в Техасе пятерых чернокожих рабов-мужчин на Дальний Юг. Среди рабов находится Джанго, который в наказание за побег был высечен кнутом и продан предыдущим хозяином на аукционе отдельно от его любимой жены Брумхильды. Ночью в лесу группа встречается с доктором Кингом Шульцем, иммигрантом из Германии и охотником за головами, использующим свою бывшую профессию дантиста как прикрытие. Шульц хочет выкупить Джанго и, получив отказ, убивает одного из братьев Спек, а второго со сломанной ногой оставляет на растерзание освобождённым рабам.
Прибыв следующим утром в небольшой городок и осев в первом же баре, подняв при этом изрядный шум, Доктор сообщает Джанго, что разыскал его, дабы тот помог ему опознать троих братьев Бриттл — кровожадных убийц, которые ранее служили надсмотрщиками на той же плантации, где когда-то трудился Джанго. В награду за помощь доктор, презирающий рабство человек, обещает полностью освободить Джанго из рабства и заплатить 75 долларов.
Шульц и Джанго находят братьев в расположенном неподалёку поместье «Большого папы» Спенсера Беннетта, где Джанго убивает двоих членов банды, а подоспевший Шульц пристреливает третьего. Джанго неожиданно проявляет невиданную ловкость в обращении с огнестрельным оружием, и после убийства братьев Бриттл Шульц, начинающий чувствовать ответственность за жизнь и благополучие Джанго, делает ему предложение сотрудничать с ним в охоте на особо опасных преступников, которое Джанго принимает, и предлагает помощь в поиске Брумхильды.
На протяжении суровой зимы Шульц и Джанго выслеживают и уничтожают опасных преступников и зарабатывают этим немалую сумму денег. Попутно Шульц учит его читать. Весной Шульц узнаёт местонахождение Брумхильды — Кэндиленд, особняк обаятельного и одновременно циничного и жестокого рабовладельца Кэлвина Кэнди. Отговорив импульсивного Джанго от похищения жены, Шульц предлагает другой план действий. Кэнди любит развлекаться, заставляя своих рабов — бойцов мандинго — биться друг с другом. Спутники направляются туда под видом искушённых покупателей бойцов.
После непродолжительных переговоров Шульц обещает 12 тысяч долларов (огромные деньги по тем временам) за одного из лучших бойцов, принадлежащих Кэнди. Заинтригованный Кэнди соглашается, и поутру они отправляются на его плантацию. В ходе поездки по плантации к особняку Кэнди в Миссисипи спутники становятся свидетелями сцены, когда по прихоти Кэнди собаки загрызают насмерть чёрного раба-бойца по имени д’Артаньян. Перед этим Шульц вначале изъявляет желание купить д’Артаньяна за 500 долларов, но, видя несогласие Джанго, отказывается.
Согласовав покупку бойца по имени Эскимос Джо за 12 тысяч долларов, Шульц собирается якобы заодно предложить за несколько сотен долларов выкупить у Кэнди и Брумхильду, которая когда-то воспитывалась в семье эмигрантов из Германии, утверждая, что она поможет ему подавить ностальгию по привычному немецкому языку. Повышенный интерес и внимание к обычной чёрной рабыне заставляет Стивена, негра-дворецкого Кэлвина, у которого с Джанго возникает взаимная ненависть с первого взгляда, заподозрить неладное. Он сообщает хозяину о том, что на самом деле Джанго знаком с Брумхильдой и гости пытаются его одурачить. В результате мирные переговоры за ужином едва не перерастают в кровопролитие. Разъярённый Кэнди хватает Брумхильду и заявляет доктору, что она является его собственностью, с которой он может делать всё, что пожелает. Кэнди угрожает убить её молотком, если она не будет сейчас же выкуплена за те же 12 тысяч долларов, и Шульц вынужденно её покупает.
В ходе торжественного оформления документов о продаже Брумхильды расстроенный Шульц вспоминает все те ужасы, которые видел в Кэндиленде. Он сообщает Кэнди — имеющему репутацию франкофила — о том, что писатель Александр Дюма имеет чернокожих предков. Тогда Кэнди пытается унизить Шульца ещё больше, настаивая на рукопожатии в знак завершения сделки. Доктор сначала отказывается, но затем всё же подходит к Кэнди и, не выдержав, внезапно пристреливает его из спрятанного дерринджера, за что расплачивается жизнью от рук телохранителя Кэнди. Начинается жестокая перестрелка, в ходе которой Джанго убивает многих людей Кэнди, но у него заканчиваются патроны, к тому же Стивен угрожает смертью Брумхильды, если он не сдастся. Джанго вынужденно сдаётся. Следующим утром, в наказание сестра Кэлвина Кэнди по совету Стивена отправляет Джанго на пожизненное рабство в ужасную каменоломню, где он должен был сгинуть, но тому удаётся сбежать, обманув и убив своих конвоиров. Вернувшись в Кэндиленд с оружием в руках, он убивает оставшихся белых приспешников Кэлвина и его сестру, освобождает Брумхильду и, затем, прострелив колени Стивену, оставляет того лежать в особняке Кэлвина, который взрывает с помощью динамита.

## В ролях
| Актёр              | Роль                                         |
| ------------------ | -------------------------------------------- |
| Джейми Фокс        | Джанго Фримен                                |
| Кристоф Вальц      | доктор Кинг Шульц                            |
| Леонардо Ди Каприо | Кэлвин Кэнди                                 |
| Сэмюэл Л. Джексон  | Стивен                                       |
| Керри Вашингтон    | Брумхильда фон Шафт                          |
| Дон Джонсон        | Спенсер «Большой папа» Беннет                |
| Уолтон Гоггинс     | Билли Крэш                                   |
| Деннис Кристофер   | Леонид (Лео) Моги                            |
| Джеймс Ремар       | Эйс Спек / Бутч Пух                          |
| Джеймс Руссо       | Дики Спек                                    |
| Том Вопат          | маршал Гилл Татум                            |
| Лаура Кайот        | сестра Кэлвина Кэнди Лара Ли Кэнди-Фитцвилли |

| Актёр             | Роль                               |
| ----------------- | ---------------------------------- |
| Франко Неро       | владелец мандинго Америго Вассеппи |
| Брюс Дерн         | Каррукан                           |
| Расс Тэмблин      | сын стрелка                        |
| Эмбер Тэмблин     | дочь сына стрелка                  |
| М. К. Гейни       | Большой Джон Бриттл                |
| Купер Хукаби      | Роджер (Радж) Бриттл               |
| Док Дуэйм         | Эллис Бриттл                       |
| Джона Хилл        | член банды                         |
| Квентин Тарантино | работник компании Лекинта          |
| Майкл Паркс       | работник компании Лекинта          |
| Дон Страуд        | шериф Билл Шарп                    |
| Ким Робиллард     | хозяин салуна                      |

## Создание
В апреле 2007 года в интервью британской газете The Daily Telegraph режиссёр Квентин Тарантино рассказал, что хотел бы исследовать что-то такое, что ещё никем толково не исследовалось:

Я хочу сделать фильм про ужасные страницы истории Америки, связанные с рабством, причём хочу сделать это в жанре спагетти-вестерна. Я попытаюсь иметь дело с тем, с чем Америка ещё не имела дела, потому что она стыдится этого, и другие об этом не говорят, так как считают, что не имеют на это право.Оригинальный текст (англ.)I want to explore something that really hasn’t been done. I want to do movies that deal with America’s horrible past with slavery and stuff but do them like spaghetti westerns, not like big issue movies. I want to do them like they’re genre films, but they deal with everything that America has never dealt with because it’s ashamed of it, and other countries don’t really deal with because they don’t feel they have the right to.

Позже стало известно, что Тарантино снимет фильм «Джанго освобождённый». Он заканчивает сценарий 26 апреля 2011 года и передаёт его The Weinstein Company.
Долгое время ходили слухи, что главную роль в картине исполнит Уилл Смит, но тот отказался. Актёр и режиссёр не сошлись во мнении о том, кто должен убивать Кэлвина Кэнди. Уилл Смит настаивал на том, что это должен сделать Джанго, Квентин Тарантино требовал, чтобы это сделал именно доктор Шульц, так как убийство Кэлвина Кэнди Джанго было бы расценено как обыкновенная месть, но убийство «белого» «белым» несёт в себе фундаментальный смысл перемен, в чём потом и выразилась «война белых» — Гражданская война в США 1861—1865 годов и освобождение от рабства. После просмотра Уилл выразил своё восхищение фильмом. Были и другие претенденты — Идрис Эльба, Крис Такер и Терренс Ховард, которые также не смогли сыграть в фильме. В итоге роль Джанго исполнил Джейми Фокс.
На роли второго плана были заявлены Кристоф Вальц, Леонардо Ди Каприо, Керри Вашингтон, Сэмюэл Л. Джексон, Энтони Лапалья, Джозеф Гордон-Левитт, Саша Барон Коэн и некоторые другие. Первое время ходили слухи, что роль персонажа по имени Эйс Вуди сыграет Кевин Костнер, однако он отказался и Тарантино быстро нашёл ему замену — Курта Рассела. Тем не менее в начале мая 2012 стало известно, что Курт Рассел, Саша Барон Коэн и Энтони Лапалья также покинули проект.
Во время съёмок одной из сцен Ди Каприо случайно разбил рукой стеклянный стакан, но проигнорировал боль и доиграл сцену до конца, чем восхитил режиссёра, потому что эпизод получился мощнейшим. В фильме принял участие итальянский актёр Франко Неро, исполнив эпизодическую роль Америго Вассеппи с иронической отсылкой к его роли в фильме «Джанго» Серджо Корбуччи: когда Джанго представляется: «Д-Джанго», добавляя при этом: «„Д“ не произносится», герой Неро улыбается и говорит: «Я в курсе». (— Django. — Can you spell it? — D-J-A-N-G-O. The D is silent. — I know).
«Джанго» — первый фильм Тарантино без монтажёра Салли Менке, которая умерла в 2010 году. Фильм был смонтирован Фредом Раскином, который работал помощником монтажёра в двух частях «Убить Билла».
Синий костюм, который Джанго выбрал себе, когда исполнял роль слуги Шульца, был вдохновлён картиной Томаса Гейнсборо «Мальчик в голубом», написанной в 1770 году.

## Саундтрек
Композиции 100 Black Coffins, Who Did That to You?, Freedom и Ancora Qui были выдвинуты на премию «Оскар», но в шорт-лист так и не вошли.

| №   | Название                                                                 | Длительность |
| --- | ------------------------------------------------------------------------ | ------------ |
| 1.  | «Winged»                                                                 | 0:08         |
| 2.  | «Django» (Луис Бакалов)                                                  | 2:54         |
| 3.  | «The Braying Mule (From Two Mules for Sister Sara)» (Эннио Морриконе)    | 2:33         |
| 4.  | «In That Case, Django, After You»                                        | 0:38         |
| 5.  | «Lo Chiamavano King (His Name Is King)» (Луис Бакалов)                   | 1:58         |
| 6.  | «Freedom» (Элейна Бойнтон, Энтони Хэмилтон, Келвин Вутен)                | 3:56         |
| 7.  | «Five-Thousand-Dollar Nigga's and Gummy Mouth Bitches»                   | 0:56         |
| 8.  | «La Corsa (2nd Version)» (Луис Бакалов)                                  | 2:18         |
| 9.  | «Sneaky Schultz and the Demise of Sharp»                                 | 0:34         |
| 10. | «I've Got a Name» (Чарльз Фокс, Норман Гимбл)                            | 3:15         |
| 11. | «Day of Anger» (Риц Ортолани)                                            | 3:05         |
| 12. | «100 Black Coffins» (Джейми Фокс)                                        | 3:43         |
| 13. | «Nicaragua» (Джерри Голдсмит)                                            | 3:29         |
| 14. | «Hildi's Hot Box»                                                        | 1:16         |
| 15. | «Sister Sara's Theme [From Two Mules for Sister Sara]» (Эннио Морриконе) | 1:27         |
| 16. | «Ancora Qui» (Эннио Морриконе, Элиза Тоффоли)                            | 5:08         |
| 17. | «Unchained (The Payback/Untouchable)» (Тупак Шакур, Джеймс Браун)        | 2:51         |
| 18. | «Who Did That to You?» (Пол Эпворт, Джон Стивенс)                        | 3:48         |
| 19. | «Too Old to Die Young» (Деги Легг)                                       | 3:43         |
| 20. | «Stephen the Poker Player»                                               | 1:02         |
| 21. | «Un Monumento» (Эннио Морриконе)                                         | 2:31         |
| 22. | «Six Shots Two Guns»                                                     | 0:05         |
| 23. | «Trinity (Titoli)» (Франко Микалицци, Л. Стотт)                          | 3:03         |

Композиции, использованные в фильме, но не вошедшие в официальный состав саундтрека
| №   | Название                                                             | Длительность |
| --- | -------------------------------------------------------------------- | ------------ |
| 1.  | «Rito Finale» (Эннио Морриконе)                                      | 3:08         |
| 2.  | «Norme Con Ironie» (Эннио Морриконе)                                 | 3:58         |
| 3.  | «Town of Silence (2nd Version)» (Луис Бакалов)                       | 1:22         |
| 4.  | «Gavotte» (Грэйс Коллинс)                                            | 0:42         |
| 5.  | «Town of Silence» (Луис Бакалов)                                     | 1:34         |
| 6.  | «Реквием Верди» (Масамити Амано, Варшавский филармонический оркестр) | 6:37         |
| 7.  | «The Big Risk» (Эннио Морриконе)                                     | 1:02         |
| 8.  | «Minacciosamente Lontano» (Эннио Морриконе)                          | 2:43         |
| 9.  | «Blue Dark Waltz» (Луис Бакалов)                                     | 1:08         |
| 10. | «К Элизе» (Эшли Томан)                                               | 3:23         |
| 11. | «Freedom (Motherless Child)» (Ричи Хейвенс)                          | 5:08         |
| 12. | «Ain't No Grave (Black Opium Remix)» (Джонни Кэш)                    | 3:02         |
| 13. | «Dopo la congiura» (Эннио Морриконе)                                 | 2:00         |
| 14. | «Short Change Hero» (The Heavy)                                      | 4:00         |

## Награды и номинации
Фильм «Джанго освобождённый» были удостоен множества наград и номинаций. На 85-й церемонии вручения премии «Оскар», фильм победил в двух категориях из пяти — «Лучшая мужская роль второго плана» и «Лучший оригинальный сценарий». На 70-й церемонии вручения премии «Золотой глобус», фильм одержал победу в категориях «Лучший сценарий» и «Лучший актёр второго плана». Фильм также получил премию BAFTA в категориях «Лучший оригинальный сценарий» и «Лучшая мужская роль второго плана», а также премию «Давид ди Донателло» в категории «Лучший иностранный фильм». На 39-й церемонии вручения премии «Сатурн», фильм победил в категории «Лучший сценарий». Фильм был номинирован, но не не смог одержать победу в премиях «Аманда», «Бодиль», «Сезар», «Империя», «Таурус» и «Грэмми». На 2-й церемонии вручения премии AACTA, фильм смог одержать победу в категории «Лучший сценарий». Он также получил премию Ассоциации афроамериканских кинокритиков, а Американский институт киноискусства внёс фильм в «Топ-10 лучших фильмов года».